# Madonna della Tenda

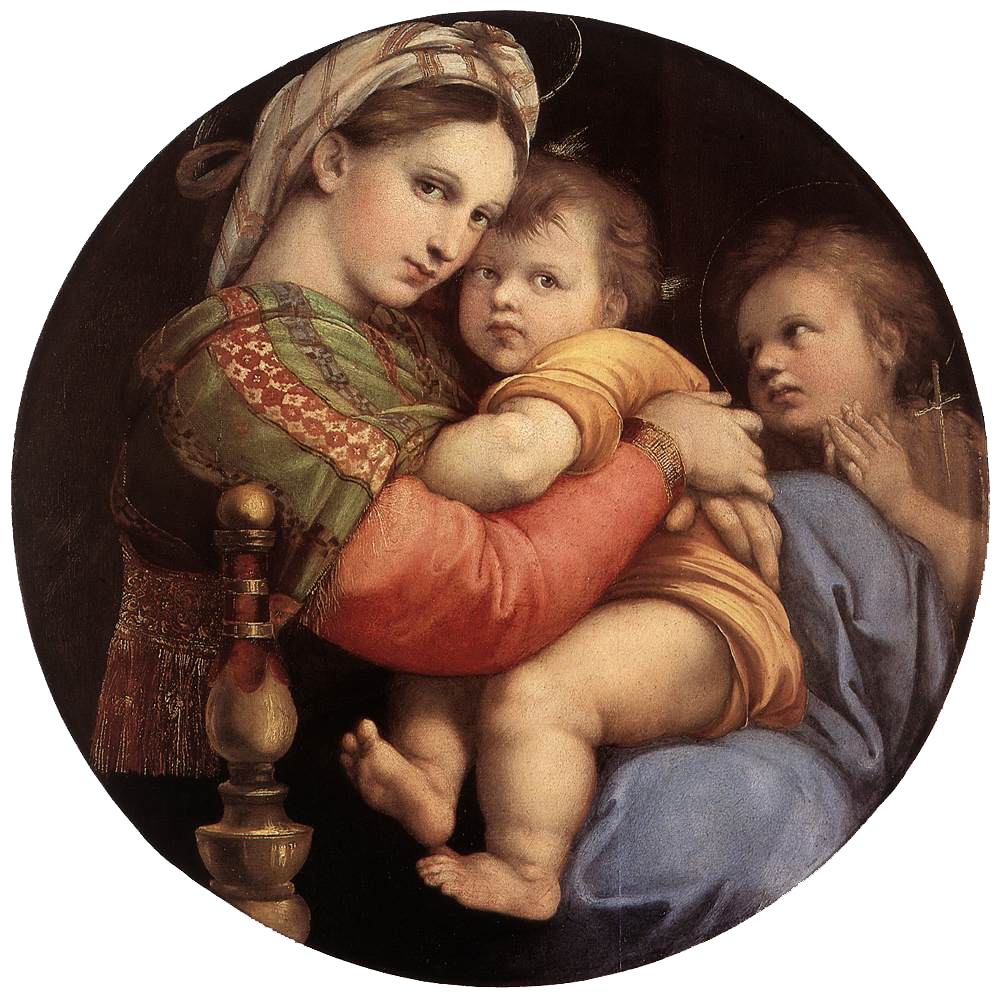
Madonna della Seggiola

La Madonna della Tenda è un dipinto a olio su tavola (65,8x51,2 cm) di Raffaello Sanzio, databile al 1513-1514 circa e  conservato nella Alte Pinakothek di Monaco.

## Storia
L'opera viene di solito collegata strettamente alla Madonna della Seggiola, della quale appare come una variante, variamente riferita come anteriore o posteriore dalla critica. Una descrizione del Conca (1793) la ricorda nelle raccolte dell'Escorial, da dove all'inizio dell'Ottocento sarebbe passata in Inghilterra. Qui fu acquistata per Ludovico di Baviera.
Le cattive condizioni di conservazione hanno fatto dubitare a più riprese dell'autografia: secondo Cavalcaselle era da riferire a Domenico Alfani su disegno del Sanzio, mentre Ortolani la riteneva autografa.

## Descrizione
Una tenda scostata sullo sfondo, che dà il nome al dipinto, mostra un piccolo brano di cielo su cui si staglia la figura di san Giovannino. Esso si rivolge, con un gesto di preghiera, ai protagonisti della scena, Maria e Gesù Bambino, che si girano per guardarlo.
La posa di Maria ricalca quella della Madonna della Seggiola, con l'analoga posa del braccio che abbraccia Gesù e delle gambe semisollevate e scivolanti in avanti. Il Bambino abbraccia teneramente la madre ma, a differenza della tavola di palazzo Pitti, il tono di intima familiarità è rotto dal coinvolgimento di san Giovannino, evitando quell'isolamento sentimentale dell'altra Madonna. Anche il coinvolgimento dello spettatore appare ridimensionato, poiché nessuno cerca il suo sguardo. Nonostante ciò l'opera appare come un interessante documento della continua ricerca di Raffaello verso forme rinnovate di armonia e bellezza sempre maggiore, variando gli elementi compositivi e formali anche in base alla committenza.